# Osoriella
Genre
Osoriella est un genre d'araignées aranéomorphes de la famille des Anyphaenidae.

## Distribution
Les espèces de ce genre se rencontrent au Brésil, en Argentine, au Paraguay, en Bolivie et au Pérou.

## Liste des espèces
Selon World Spider Catalog (version 22.5, 18/07/2021) :
- Osoriella domingos Brescovit, 1998
- Osoriella rubella (Keyserling, 1891)
- Osoriella tahela Brescovit, 1998

## Publication originale
- Mello-Leitão, 1922 : « Novas clubionidas do Brasil. » Archivos da Escola Superior de Agricultura e Medicina Veterinária, vol. 6, p. 17-56.